# Лижне двоборство на зимових Олімпійських іграх 1924
На Перших Зимових Олімпійських іграх  лижне двоборство проходило лише у особистому заліку. Змагання відбулися в суботу, 2 лютого (гонка) і в понеділок, 4 лютого (стрибки з трампліна). Переможець, Торлейф Геуг також переміг у двох лижних перегонах, п'єдестал був ідентичний, змаганню з лижних перегонів на 50 км.

## Медалісти
| Вид      | Золото                  | Срібло                       | Бронза                          |
| -------- | ----------------------- | ---------------------------- | ------------------------------- |
| Чоловіки | Торлейф Геуг · Норвегія | Торальф Стремстад · Норвегія | Йоган Греттумсбротен · Норвегія |

## Підсумковий залік
| Місце | Спортсмен                    | Бали   |
| ----- | ---------------------------- | ------ |
| 1     | Торлейф Геуг (NOR)           | 18.906 |
| 2     | Торальф Стремстад (NOR)      | 18.219 |
| 3     | Йоган Греттумсбротен (NOR)   | 17.854 |
| 4     | Гаральд Екерн (NOR)          | 17.260 |
| 5     | Аксель-Герман Нільссон (SWE) | 14.063 |
| 6     | Йозеф Адольф (TCH)           | 13.720 |
| 7     | Вальтер Бухбергер (TCH)      | 13.625 |
| 8     | Менотті Якобссон (SWE)       | 12.823 |
| 9     | Вернер Еклеф (FIN)           | 12.583 |
| 10    | Клебер Бальма (FRA)          | 12.333 |
| 11    | Сігурд Овербі (USA)          | 12.219 |
| 11    | Петер Шмідт (SUI)            | 12.219 |
| 13    | Йозеф Бім (TCH)              | 12.083 |
| 14    | Александр Жерар-Білль (SUI)  | 11.604 |
| 15    | Ганс Ейденбенз (SUI)         | 11.438 |
| 16    | Суло Яаскеляйнен (FIN)       | 11.365 |
| 17    | Ксав'єр Аффентангер (SUI)    | 11.188 |
| 18    | Жильбер Раванель (FRA)       | 11.063 |
| 19    | Анджей Кшептовський (POL)    | 9.531  |
| 20    | Адрієн Ванделле (FRA)        | 8.167  |
| 21    | Андерс Гауген (USA)          | 5.750  |
| 22    | Джон Карлетон (USA)          | 5.104  |
| —     | Рагнар Омтвет (USA)          | DNF    |
| —     | Францішек Буяк (POL)         | DNF    |
| —     | Нільс Лінд (SWE)             | DNF    |
| —     | Іштван Деван (HUN)           | DNF    |
| —     | Аладар Габерл (HUN)          | DNF    |
| —     | Бела Сепеш (HUN)             | DNF    |
| —     | Отакар Немецькі (TCH)        | DNF    |
| —     | Мартіал Пайот (FRA)          | DNF    |

## Країни-учасниці
У загальній складності у змаганнях брали участь 30 спортсменів з дев'яти країн:
- Чехословаччина (4)
- Фінляндія (2)
- Франція (4)
- Угорщина (3)
- Норвегія (4)
- Польща (2)
- Швеція (3)
- Швейцарія (4)
- США (4)